# Missija v Kabule
Missija v Kabule (Миссия в Кабуле) è un film del 1970 diretto da Leonid Aleksandrovič Kvinichidze.